# Annelie van Wyk
Annelie van Wyk (ur. 28 maja 1984) – południowoafrykańska lekkoatletka, która specjalizowała się w skoku o tyczce.

## Osiągnięcia
- srebrny medal mistrzostw Afryki (Algier 2000)
- 5. miejsce podczas mistrzostw świata juniorów młodszych (Debreczyn 2001)
- srebro igrzysk afrykańskich (Abudża 2003)
- mistrzyni kraju w różnych kategoriach wiekowych

## Rekordy życiowe
- skok o tyczce – 4,05 (2002)